# Emmanuel Mbende
Moise Emmanuel Mbende (Douala, 3 maart 1996) is een Duits-Kameroens voetballer die als verdediger voor US Viterbese 1908 speelt.

## Carrière
Emmanuel Mbende werd in 1996 geboren in Kameroen, maar verhuisde in 2006 met zijn familie naar Duitsland. Via SC Weitmar 45 kwam hij in de jeugdopleiding van Borussia Dortmund terecht. In 2015 vertrok hij bij Borussia, en na proefperiodes bij PEC Zwolle, MVV Maastricht en Derby County FC tekende hij bij Birmingham City FC. Hier speelde hij alleen in het tweede elftal, en na een seizoen vertrok hij naar 3. Ligaclub Chemnitzer FC. In 2018 tekende hij voor SC Cambuur, waar hij op 17 augustus 2018 in de met 2-2 gelijkgespeelde uitwedstrijd tegen N.E.C. zijn debuut maakte. Hij scoorde in de 90+5e minuut de 2-2. Van 2019 tot 2020 speelde Mbende voor Calcio Catania in de Serie C, waarna hij naar competitiegenoot US Viterbese 1908 vertrok.

### Statistieken
| Seizoen                       | Club               | Land           | Competitie     | Competitie | Competitie | Beker | Beker | Overig | Overig | Totaal | Totaal |
| Seizoen                       | Club               | Land           | Competitie     | Wed.       | Dlp.       | Wed.  | Dlp.  | Wed.   | Dlp.   | Wed.   | Dlp.   |
| ----------------------------- | ------------------ | -------------- | -------------- | ---------- | ---------- | ----- | ----- | ------ | ------ | ------ | ------ |
| 2015/16                       | Birmingham City FC | Engeland       | Championship   | 0          | 0          | 0     | 0     | 0      | 0      | 0      | 0      |
| 2016/17                       | Chemnitzer FC      | Duitsland      | 3. Liga        | 14         | 0          | –     | –     | 3      | 0      | 17     | 0      |
| 2017/18                       | Chemnitzer FC      | Duitsland      | 3. Liga        | 9          | 0          | –     | –     | 1      | 0      | 10     | 0      |
| 2018/19                       | SC Cambuur         | Nederland      | Eerste divisie | 26         | 1          | 3     | 0     | 3      | 1      | 32     | 2      |
| 2019/20                       | Calcio Catania     | Italië         | Serie C        | 19         | 1          | 0     | 0     | 4      | 0      | 23     | 1      |
| 2020/21                       | US Viterbese 1908  | Italië         | Serie C        | 16         | 3          | 0     | 0     | 0      | 0      | 16     | 3      |
| Carrièretotaal                | Carrièretotaal     | Carrièretotaal | Carrièretotaal | 84         | 5          | 3     | 0     | 11     | 1      | 98     | 6      |
| Bijgewerkt op 12 januari 2021 |                    |                |                |            |            |       |       |        |        |        |        |